# Стомлені сонцем
«Стомлені сонцем» (рос. «Утомлённые солнцем») — російсько-французький художній фільм-драма 1994 року режисера Микити Михалкова. Лауреат премії «Оскар» за «Найкращий фільм іноземною мовою» і Гран-прі 47-го Каннського фестивалю.

## Сюжет
Літо 1936 року. Легендарний комдив Котов, знаменитий воєначальник і улюбленець особисто товариша Сталіна відпочиває з сім'єю на заміській дачі. Ідилію будинку з мезоніном порушує раптовий приїзд Миті, колишнього вихованця батька Марусі, дружини Котова. Колись Митя з Марусею були разом, будували плани на майбутнє… Сьогодні Митя, який співпрацює з НКВС, приїхав взяти реванш…
Драма Микити Михалкова закриває тему 30-х років у радянській історії, пропонуючи відчути атмосферу «довгого щасливого дня дівчинки, в кінці якого відводять її батька».

## У ролях
- Олег Меншиков
- Микита Михалков
- Інгеборга Дапкунайте
- Надія Михалкова
- В'ячеслав Тихонов
- Світлана Крючкова
- Володимир Ільїн
- Алла Казанська
- Ніна Архипова
- Авангард Леонтьєв
- Андре Уманськи
- Інна Ульянова
- Любов Руднєва

## Творча група
- Сценарій: Рустам Ібрагімбеков, Микита Михалков
- Режисер: Микита Михалков
- Оператор: Вілен Калюта
- Композитори: Едуард Артем'єв, Дмитро Атовмян

## Критика
Картина була тепло прийнята глядачами і вважається одним з найкращих фільмів 1990-х.

## Нагороди
- Премія «Оскар» за найкращий фільм іноземною мовою (1995)
- Гран-прі журі 47-го Каннського кінофестивалю (1994)
- Гран-прі «Бурштинова пантера» 1-го Міжнародного кінофестивалю Балтійських держав в Калінінграді
- Приз преси за кращий фільм (Росія, 1994)
- Державна премія Російської Федерації (1994)